# رابرت مریهو آدامز
رابرت مریهو آدامز (باب آدامز) (به انگلیسی: Robert Merrihew Adams) (زاده ۸ سپتامبر ۱۹۳۷ – درگذشتهٔ ۱۶ آوریل ۲۰۲۴) فیلسوف تحلیلی آمریکایی بود که عمدتاً به متافیزیک و دین و اخلاق اشتغال داشت.

## کار فلسفی
آدامز، به‌عنوان یک دانشور تاریخ‌پژوه، متونی در باب آثار سورن کی‌یرکگور و گوتفرید لایبنیتس نشر داده است. آثار او در فلسفهٔ دین مشتمل است بر مقالاتی تأثیرگذار در مسئلهٔ شر و پیوند میان خداباوری و اخلاق. در متافیزیک، آدامز از بالفعل‌گرایی در منطق موجهات، و فلسفهٔ افلاطونی در باب ماهیتِ به‌اصطلاح جهان‌های ممکن دفاع می‌کند.